# Hans Mayr (Architekt)
Hans Mayr (* 5. September 1877 in Wien; † 1. Dezember 1918 ebenda) war ein österreichischer Architekt.

## Leben
Hans Mayr besuchte in Wien die Staatsgewerbeschule, die er 1896 abschloss. Von 1899 bis 1902 studierte er an der Akademie der bildenden Künste Wien bei Otto Wagner, in dessen Atelier er auch mitarbeitete. Er beteiligte sich an Wettbewerben und gewann mehrere Preise. Schon vor Abschluss des Studiums konnte er Bauten nach eigenen Entwürfen realisieren, danach war ab 1902 selbständiger Architekt. 1906 ging er eine Bürogemeinschaft mit Theodor Mayer ein. Während des Ersten Weltkrieges war Mayr als Ingenieur-Leutnant eingezogen. In dieser Eigenschaft war er für die Errichtung von Kriegerfriedhöfen eingesetzt. Nach Kriegsende erlag er noch in jüngeren Jahren der in Wien grassierenden Spanischen Grippe. Hans Mayr wurde auf dem Hietzinger Friedhof beigesetzt.

## Werk
Hans Mayr war ein typischer Schüler von Otto Wagner, der dessen Postulate zunächst genau befolgte. Im Laufe der Zeit milderte er den modernen Baustil aber durch Einbeziehung traditioneller Gestaltungselemente ab. Gemeinsam mit Theodor Mayer setzte er eine gemäßigt moderne Formensprache um. Mit dem letzten verwirklichten Bauprojekt, einem Wohnblock mit Kleinwohnungen in der Inzersdorfer Straße, beschritten die beiden Architekten neue Wege. In Konzeption und Form nahm dieser Bau die Architektur des kommunalen Wohnbaus der 1920er Jahre vorweg.

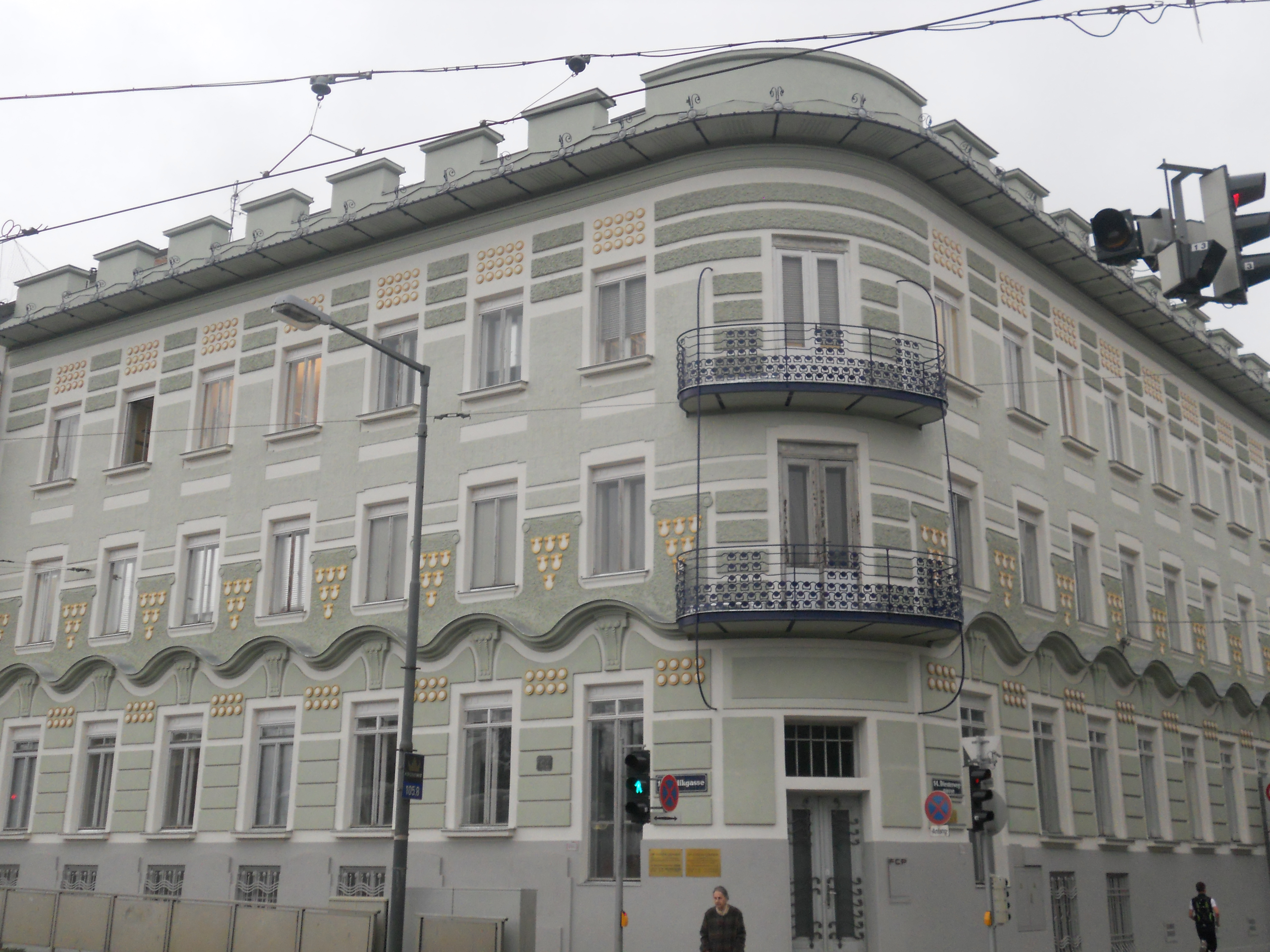
Diesterweggasse 1 (1902)

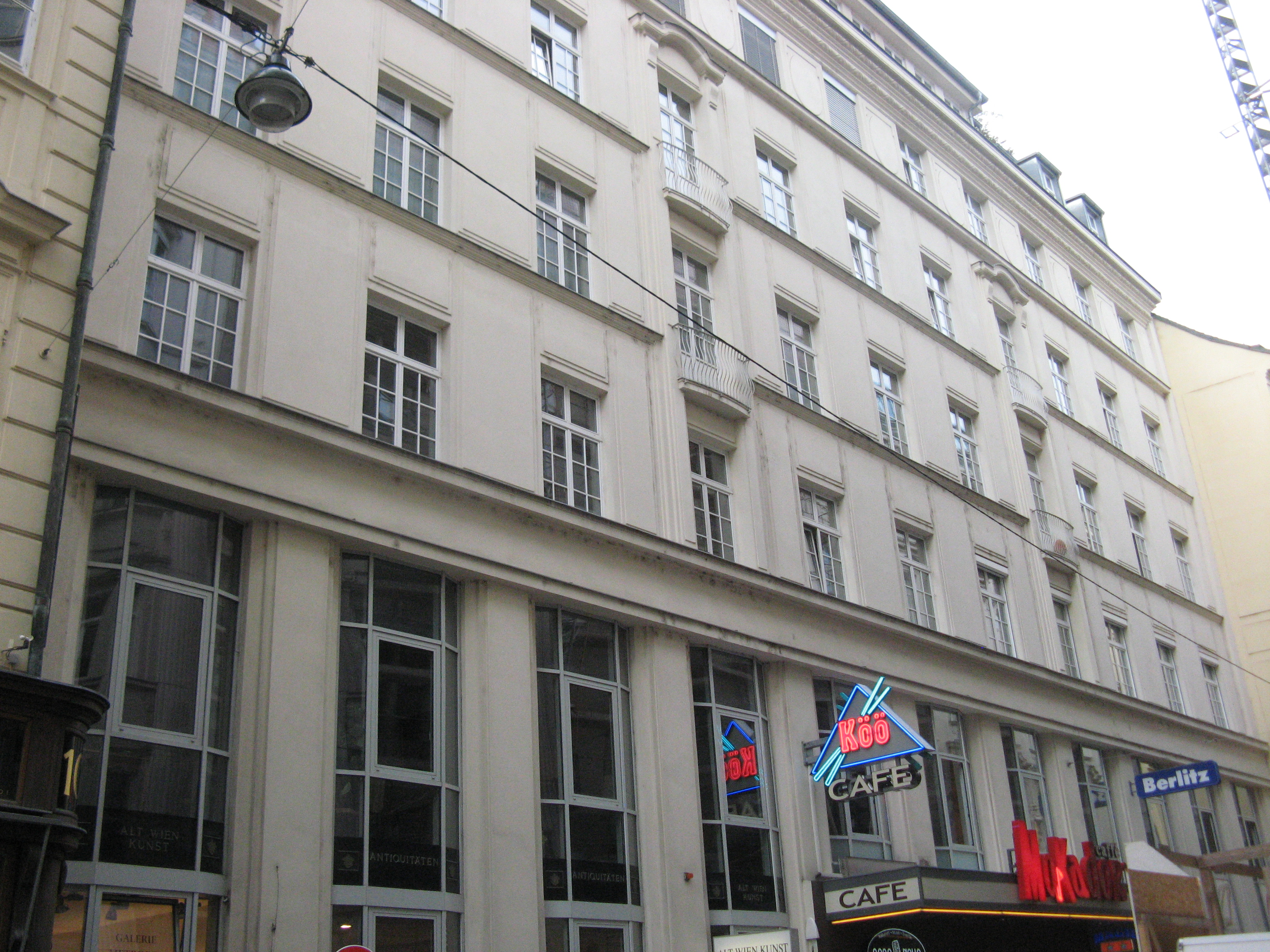
Dorotheergasse 6–8 (1912)

- Villa Corra, Brühl bei Mödling (1901)
- Villa Ing. E.B. Pfalzau / Pressbaum (1901)
- Wohn- und Geschäftshaus, Hadikgasse 58 / Diesterweggasse 1, Wien 14 (1902)
- Sparkassen- und Amtsgebäude, Jägerndorf, Österreichisch-Schlesien (1905), Wettbewerb, 1. Preis „Biene“
- Wohnhaus, Hietzinger Hauptstraße 126, Wien 13 (1906), mit Theodor Mayer
- Teesalon Kamp-Hu, Seilergasse, Wien 1 (um 1908), mit Theodor Mayer, zerstört
- Doppelwohnhaus, Stoesselgasse 3–5, Wien 13 (1909), ehemalige Leopold-Mayer-Gasse, mit Theodor Mayer
- Neuer evangelischer Friedhof in Bielsko-Biała, Bielitz, Österreichisch-Schlesien (1909–1911), Wettbewerb, 1. Preis „Vitus“, unter Denkmalschutz
- Geschäfts- und Wohnhäuser der Bielitzer Sparkasse, Bielitz, Österreichisch-Schlesien (um 1910), Wettbewerb, 1. Preis „Pauli“
- Wohnhaus, Münichreiterstraße 29, Wien 13 (1910), ehemalige Bernbrunngasse
- Sparkasse, Bielitz, Österreichisch-Schlesien (1912)
- Einfamilienhaus, Münichreiterstraße 31, Wien 13 (1912), ehemalige Bernbrunngasse, mit Theodor Mayer
- ehemalige Handelsschule Allina, Ballgasse 2 / Rauhensteingasse 5, Wien 1 (1912), mit Theodor Mayer, unter Denkmalschutz
- Wohn- und Geschäftshaus des Österreichischen Bühnenvereins, Dorotheergasse 6–8, Wien 1 (1912), mit Theodor Mayer
- Kleinwohnungsanlage, Inzersdorfer Straße 115–117 / Braunspergengasse 8–10 / Zur Spinnerin 21–23, Wien 10 (1914), mit Theodor Mayer, Bauherrenpreis “Wettbewerb für hervorragende Bauten im Gemeindegebiet Wien”
- Kriegerfriedhof in Sekowa / Skowa, Ropica Ruska und Kriegergräber beim Bildstock in Biecz, Galizien (1917)